# Burgbachwasserfall

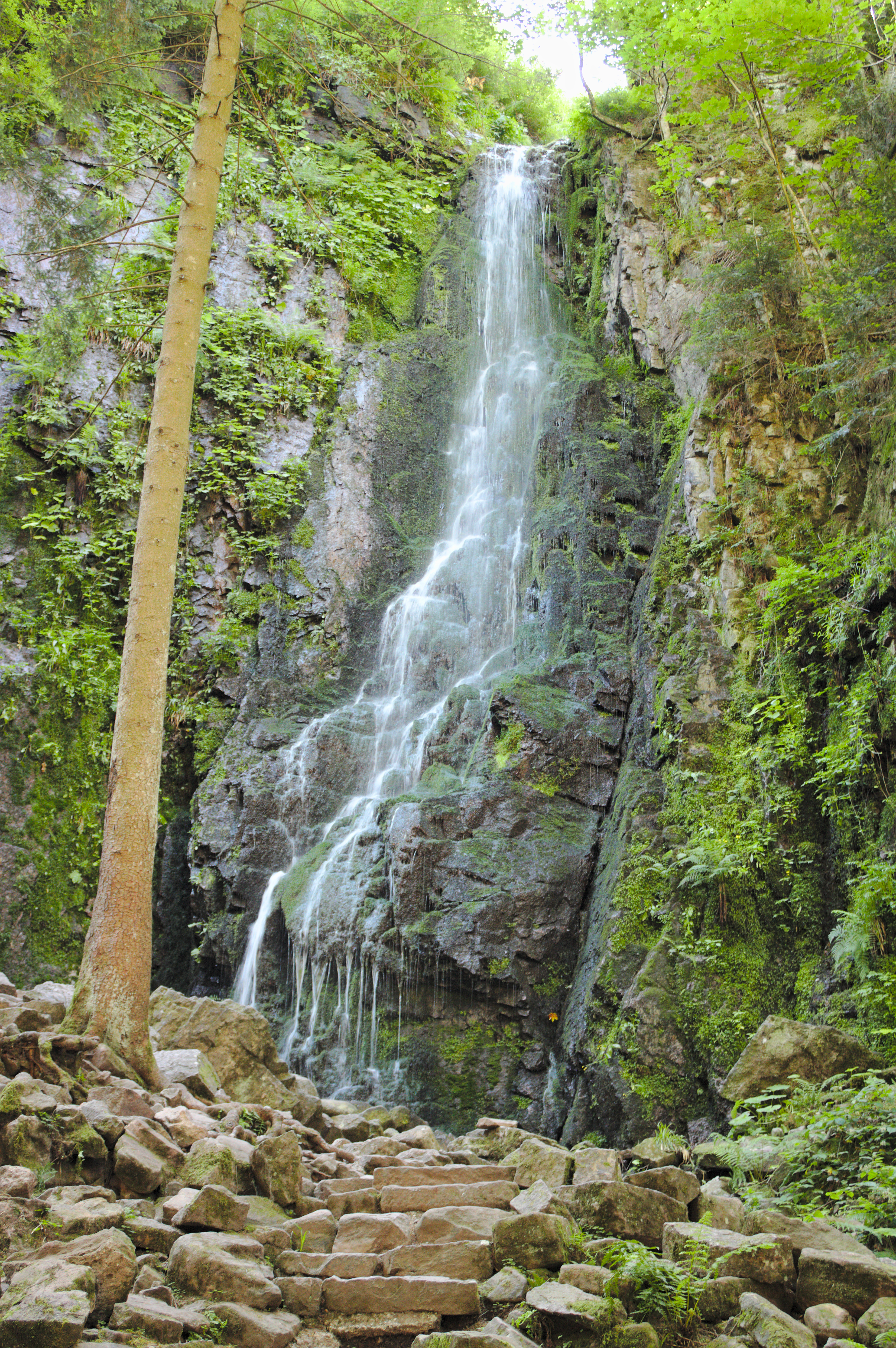
Burgbachwasserfall

Der Burgbachwasserfall in der Nähe von Bad Rippoldsau-Schapbach im Schwarzwald gilt mit einer Hauptstufe von 26 Metern Höhe, davon 15 Meter frei fallend und einer Gesamthöhe von 32 Metern als einer der höchsten frei fallenden Wasserfälle in Deutschland. Die Fallstufe wird gebildet aus widerstandsfähigen verkieselten Sandsteinen des Oberen Rotliegend (Perm), die über leichter verwitternden und ausräumbaren Graniten liegen. Der Wasserfall ist als schutzwürdiges Geotop klassifiziert. Er wird gebildet vom südlichen Quellast des Burgbachs, der anschließend mit starkem Gefälle zutal stürzt. Nach der Vereinigung mit dem nördlichen Quellast fließt der Burgbach in westnordwestlicher Richtung zur Wolf, in die er wiederum mit einem zweistufigen, insgesamt 9 Meter hohen Wasserfall mündet. Der Hauptfall kann wegen seines kleinen Einzugsgebietes von 0,8 km² bei längerer trockener Witterung nahezu trockenfallen. Sein mittlerer Abfluss beträgt, bei einem Gebietsabfluss von rund 40 l/s km², etwa 32 l/s, die Mündungsfälle führen im Mittel etwa 80 l/s.
An der L96 liegt nahe der Mündung ein kleiner Parkplatz, von dem aus der Wasserfall, zunächst dem Sträßchen durch die Talsiedlung Burgbach (nur Anliegerverkehr) folgend, nach rund 800 Metern Weg erreichbar ist. 